# Sancho IV di Castiglia
Sancho Alfonso, detto l'Ardito (in spagnolo Sancho el Bravo) (Valladolid, 12 maggio 1258 – Toledo, 25 aprile 1295), è stato re di Castiglia e León.

## Origine
Sancho, come conferma il documento n° LV, datato 9 luglio 1258, dei DOCUMENTOS DE LA Iglesia Colegial de Santa María la Mayor (hoy Metropolitana) DE VALLADOLID, Siglo XIII era il figlio maschio secondogenito del re di Castiglia e di León e futuro re dei Romani, Alfonso X e di Violante d'Aragona (Rey Don Alfonso, regnant en uno con la Reyna donna Yolant mi mujer et con nuestro ffijo el Infante don Ferrando primero et yeredero e con nuestro ffijo el Inffante don Sancho), che, come riporta la Cronaca piniatense, era figlia del Re di Aragona, Conte di Barcellona e delle altre contee catalane, re di Valencia e di Maiorca, signore di Montpellier e Carladès, Giacomo I il Conquistatore e della principessa ungherese Violante, figlia del re di Ungheria Andrea II e della principessa di Costantinopoli Iolanda di Courtenay.

Alfonso X, come riportano i documenti n° XX e XXVII dei DOCUMENTOS DE LA Iglesia Colegial de Santa María la Mayor (hoy Metropolitana) DE VALLADOLID, Siglo XIII, era il figlio maschio primogenito del re di Castiglia, Ferdinando III e della sua prima moglie Elisabetta Hohenstaufen (detta Beatrice di Svevia alla corte di Castiglia)(Ferrandus Dei gratia Rex Castelle et Toleti una cum uxore mea Regina Beatrice et filiis meis Alfonso, Frederico, Fernando)(Ferrandus Dei gratia Rex Castelle et Toleti una cum uxore mea Regina Beatrice et filiis meis Alfonso, Frederico, Ferrando, Henrico), che, come riportano sia gli Annales Marbacenses era figlia del duca di Svevia e re di Germania, Filippo di Svevia (1179-1208, e di Irene Angelo (1181-1208), che secondo il Nicetae Choniatae Historia era figlia dell'imperatore di Costantinopoli, Isacco II Angelo e della prima moglie, Irene Tornikaina (ex priore coniuge libera susceptis, filiabus duabus et uno filio.... alteram" married "Siciliam regis Tangris filio), forse della famiglia dei Paleologi).

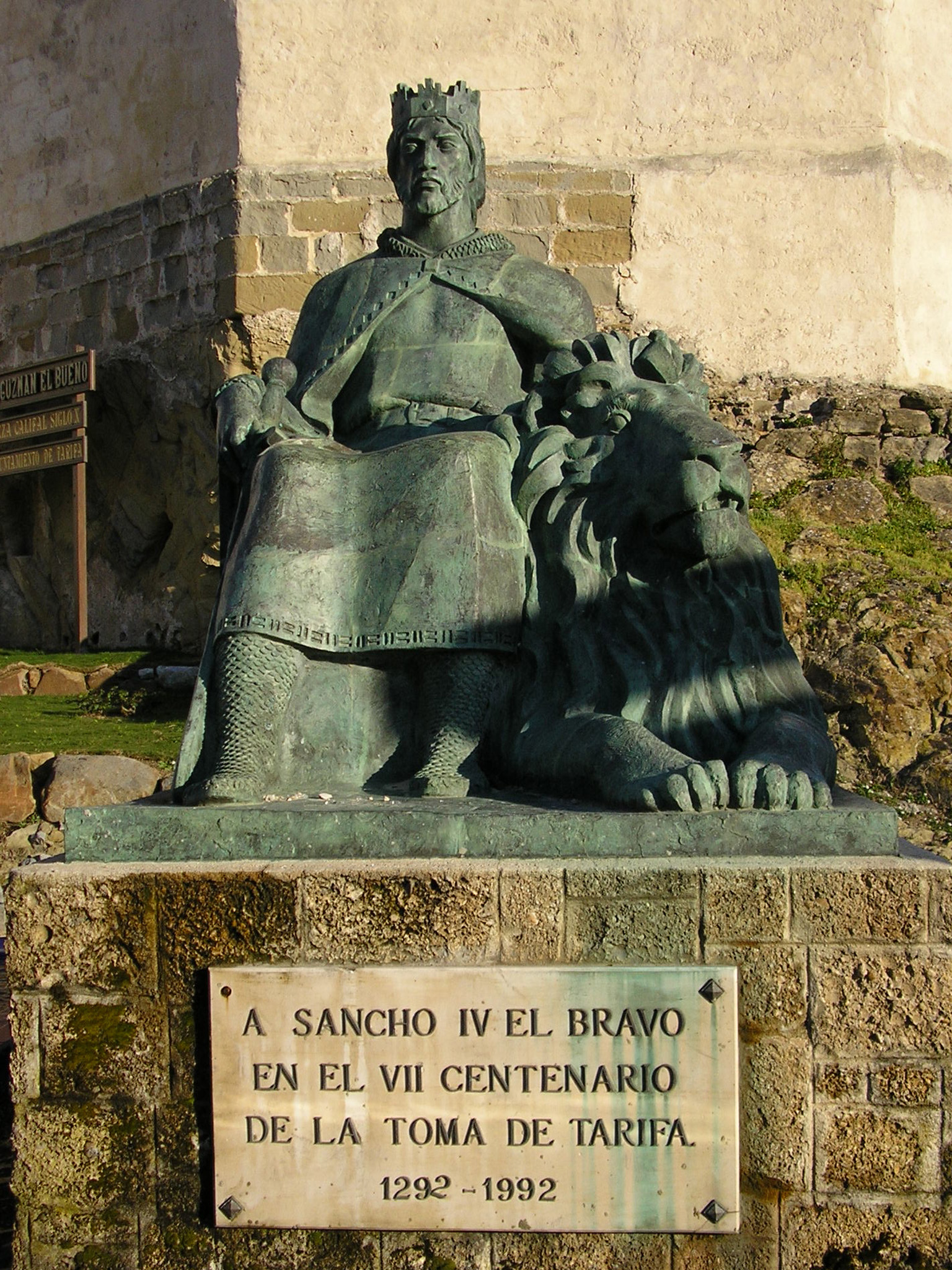
Statua di Sancho IV a Tarifa

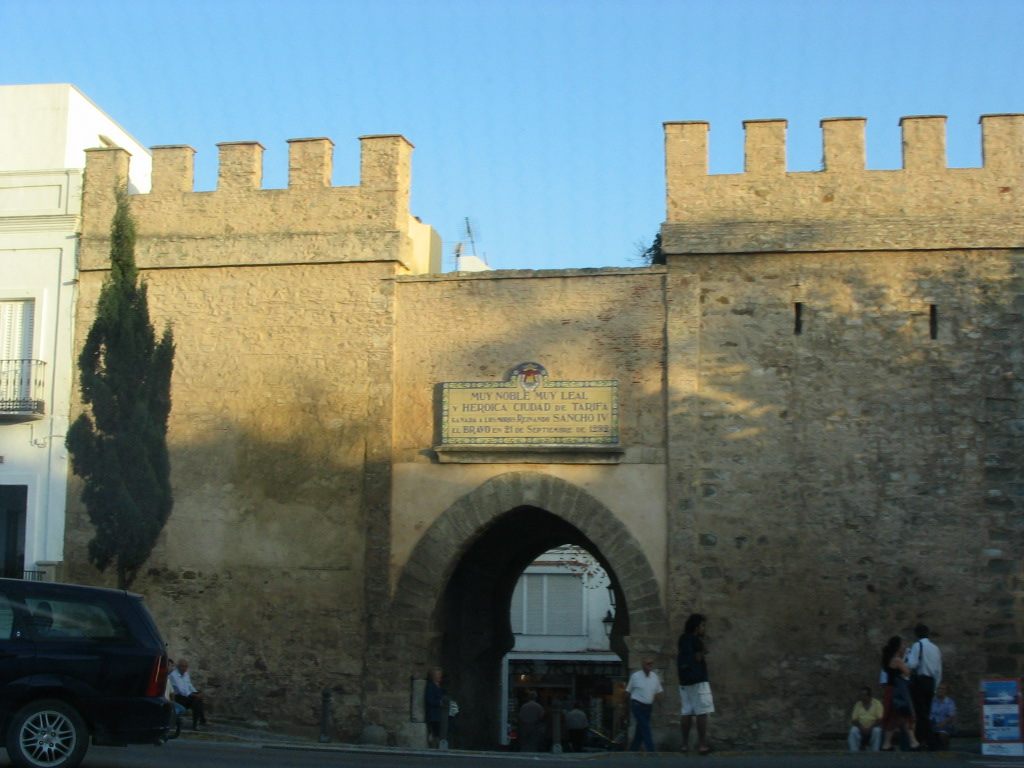
Arco di Tarifa con una targa in onore a coloro che lottarono nella difesa dell'assedio della città conosciuto come conflitto di Tarifa

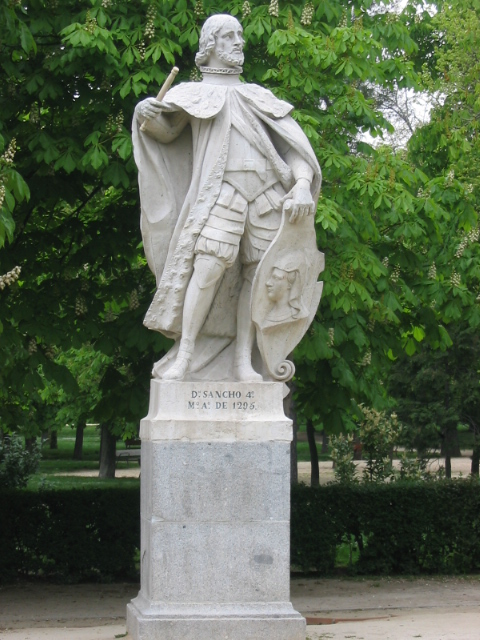
Statua di Sancho IV nei giardini di Madrid (Francisco de Vôge, tra il 1750 e il 1753)

## Biografia
Anche il Chronicon de Cardeña riporta che Sancho era figlio del re Alfonso X (Infant D. Sancho, so fijo). 

Sancho, nato da circa un mese è citato in un documento del 9 luglio 1258, assieme alla madre e al fratello Ferdinando, dove il re Alfonso X (la Reyna donna Yolant mi mujer et con nuestro ffijo el Infante don Ferrando primero et yeredero e con nuestro ffijo el Inffante don Sancho) garantiva i diritti alla chiesa di Valladolid.
Il 6 febbraio 1270, come viene riportato nel Tome III dello Spicilegium, alla presenza di due testimoni (domino Lop…domino de Biscaia, Didaco Lopi de Haro) il Visconte di Béarn, Gastone VII(domini Gastonis Dei gratia vicecomitis Bearnensis) si impegnava con Alfonso X e Violante (Alfonso Dei gratia regi Castellæ et illustrissimæ dominæ Violant reginæ Castellæ ac uxori vestræ) di dare in sposa sua figlia Guglielma al loro figlio Sancho, (dabimus in uxorem Guillelmam filiam nostram illustrissimuo infanti domino Sancio filio vestro); secondo la La Vasconie. Tables Généalogiques, la madre di Guglielma era Mathe di Matha, figlia della viscontessa di Marsan e contessa di Bigorre, Petronilla e del quinto marito, Bosone di Matha († 1247), signore di Cognac.

Il contratto viene riportato, sempre nel Tome III dello Spicilegium.

Secondo il Diccionario biográfico español, Real Academia de la Historia, Sancho non fu entusiasta della scelta in quanto i cronisti dell'epoca descrivevano Guglielma come ricca ma brutta.
Nel periodo giovanile, dal 1272, Sancho partecipò a tutte le campagne militari del padre mostrando la sua inclinazione per le attività militari.
Mentre il padre si trovava in Provenza a trattare con il papa Gregorio X, nel 1275, le truppe dei Merinidi (dinastia regnante in Marocco), guidate dal sultano Abu Yusuf Ya'qub ibn 'Abd al-Haqq, sbarcarono sulle coste andaluse per venire in soccorso del sultano di Granada Muhammad II al-Faqih. Suo fratello Ferdinando, reggente del regno, in assenza del re, si mise alla testa dell'esercito per far fronte alle truppe di invasione, ma, prima ancora di scontrarsi coi musulmani, a causa di una forte febbre, trovò la morte nel mese di luglio come riportato dagli Annali toledani (VIII Kal Aug obiit Dominus Fernandus, filius Regis Castellæ); il Chronicon Domini Joannis Emmanuelis riporta che morì a Villa Real (obiit Infans Dns Fernandus in Villa-Regali); il Chronicon de Cardeña conferma la morte e riporta che fu sepolto nell'Abbazia di Las Huelgas a Burgos (muriò el Infant D. Ferrando…fijo del Rey D. Alfonso…è yace en las Huelgas de Burgos); infine anche le Gesta Philippi Tertia Francorum Regis di Guglielmo di Nangis riporta la morte di Ferdinando ricordando che fu negata la successione ai suoi figli.

Sancho gli subentrò alla testa delle truppe e riportò la vittoria sull'esercito invasore.
La morte di Ferdinando creò un problema di successione. I nobili di Castiglia dopo la battaglia nominarono Sancho erede al trono, ignorando che l'erede deceduto, Ferdinando, aveva due figli, e le Cortes, riunite a Segovia nel 1278, confermarono Sancho erede al trono.

Alfonso X, ignorando i diritti degli eredi di Ferdinando, accettò la decisione e, nel 1278, come riporta la storica britannica, Hilda Johnstone, nominò nuovo erede al trono il suo figlio maschio secondogenito, Sancho, che dal 1276 al 7 luglio 1277, era stato maggiordomo del re suo padre.
La vedova di Ferdinando, Bianca di Francia, dopo la decisione delle Cortes fu addirittura imprigionata, mentre i due figli, Alfonso e Ferdinando, come narra Guglielmo di Nangis, furono protetti solo dalla nonna paterna, Violante.
Bianca chiese aiuto al fratello, il re di Francia Filippo III l'Ardito, che inviò ambasciatori per protestare e nello stesso tempo, per invadere la Castiglia, mise insieme un esercito che in Castiglia non arrivò mai, infatti si fermò a Pau.
Nel frattempo, mentre Bianca riparava in Francia, la madre di Sancho, Violante d'Aragona, aveva fatto mettere al sicuro i due nipotini, Alfonso e Ferdinando, in Aragona presso il fratello Pietro III, che li custodì nella fortezza di Játiva, come riporta la Chronique de Ramon Muntaner. Tome 2.

Violante, nel 1279, fece ritorno in Castiglia, come confermano le Pruebas de la historia de la Casa de Lara con un documento di donazione, datato 1279 (Don Alfonso, por la gracia de Dios, Rey...... en uno con la Reyna doña Yolant mi muger y con nuestros fijos el Infante don Sancho fijo mayor y heredero).
Quando Alfonso X propose a Sancho di creare un piccolo regno per Alfonso de la Cerda nella città di Jaén, Sancho si rifiutò di dividere il regno e, appoggiato dal fratello Giovanni, come riporta il Chronicon de Cardeña si ribellò al padre iniziando una guerra civile, che relegò Alfonso X nel sud del regno di Castiglia, in Murcia e in parte dell'Andalusia, la zona di Siviglia.

Pare che la decisione di Alfonso X fu dovuta anche al fatto che Sancho, contravvenendo al contratto matrimoniale con Guglielma di Bearn, in quell'anno sposò Maria Alfonso di Molina, senza dispensa papale, per cui come riporta La web de las biografias, Alfonso X non lo ritenne valido.

Come riporta il Chronicon Domini Joannis Emmanuelis, nel luglio del 1282, nella cattedrale di Toledo, Sancho si era sposato con Maria di Molina (1264-1321), figlia di Alfonso di Molina, figlio del re del León Alfonso IX e della regina di Castiglia, Berenguela.

Questo matrimonio, per la legge canonica, non era valido per evidenti vincoli di parentela (il nonno di Sancho, Ferdinando III e il padre di Maria, Alfonso di Molina erano fratelli); l'unione matrimoniale fu legittimata, nel 1301, sei anni dopo la morte di Sancho, da papa Bonifacio VIII.
La guerra si concluse con una parziale vittoria di Sancho che, nonostante l'8 novembre 1282 fosse stato diseredato dal padre, secondo la Gran enciclopedia catalana, con l'appoggio degli ordini militari, dei nobili e dei prelati, soprattutto del Regno di León, si autoproclamò re di Castiglia, con l'approvazione delle Cortes, riunite a Valladolid.
Alfonso X morì il 4 aprile 1284, a Siviglia, dove fu inumato nella cattedrale di Santa Maria, accanto ai genitori, come riporta il Diccionario biográfico español, Real Academia de la Historia.

Nonostante le continue dispute con il padre alla morte di Alfonso, nel 1284, Sancho gli successe sul trono, come Sancho IV. Sancho si proclamò re di Castiglia e di León, in aperto contrasto con la volontà del vecchio re che aveva designato come erede di Castiglia il figlio maggiore del suo primogenito Ferdinando, Alfonso de la Cerda, ed erede del León il figlio Giovanni, che lo riconobbe come tale e si legò al Signore di Biscaglia, Lope Díaz III, della famiglia de Haro, sostenitori di Sancho IV (il fratello di Lope, Diego López V d'Haro era l'alfiere del re tra il 1284 e il 1288).
Questo diede origine a un aspro periodo di lotte interne tra il nuovo re e la fazione vicina al legittimo erede, sostenuta dagli Aragonesi, che dal 1285 avevano un nuovo re, Alfonso III.

Nel 1288 Lope e Giovanni cospirarono contro il re e
l'8 giugno ad Alfaro Lope Díaz III de Haro fu ucciso; anche Giovanni, era destinato a morire per ordine di suo fratello ma venne risparmiato per intervento della regina Maria di Molina, venendo accusato di complotto e imprigionato; la morte di Lope e la cattura di Giovanni ad Alfaro, ad opera di Sancho IV è riportata nel Chronicon Domini Joannis Emmanuelis (interfecit Rex Dns Sancius Comitem Dnm Lupum, in Alfaro. Et cepit infantem Dnm Joannem germanium proprium). Parecchi partigiani degli infanti de la Cerda, furono passati con le armi a Badajoz, a Talavera, a Avila e a Toledo.
Nel settembre del 1288, a Jaca, Alfonso III di Aragona, aveva organizzato la proclamazione di Alfonso de la Cerda a re di Castiglia, come riporta la Gran enciclopedia catalana; ciò portò i due regni di Castiglia e di Aragona ad una guerra di frontiera, con battaglie che si svolsero nell'aprile e luglio del 1289, nel settembre del 1290 e nel febbraio del 1291.
Negli stessi anni Sancho dovette respingere il contrattacco dei musulmani del Sultanato di Granada, che chiesero aiuto ai Merinidi del Marocco, che sbarcarono in Spagna capeggiati dal sultano Abu Yaqub Yusuf al-Nasr, e, guidati dal fratello di Sancho IV, Giovanni, che aveva rotto definitivamente con il fratello, Sancho IV, misero l'assedio a Tarifa, strenuamente difesa da Guzmán el Bueno; ma furono sconfitti e Giovanni si rifugiò nel Sultanato di Granada ospite del sultano Muhammad II al-Faqih, come riporta il cap. XVI delle Memorias historicas del Rei Alonso el Sabio.
L'avvento al trono di Aragona di Giacomo II segnò un riavvicinamento tra i regni di Castiglia ed Aragona che sembrò cancellare definitivamente le rivendicazioni degli infanti de la Cerda, che però risorgeranno intatte dopo l'improvvisa morte, il 25 aprile 1295, a Toledo, del re di Castiglia Sancho IV, come riporta il Chronicon Domini Joannis Emmanuelis (Era M. CCC. XXXIII. obiit Rex Dns Sancius Toleti, in mense Aprilis), e lasciava il trono delle mani del figlio Ferdinando di soli nove anni, come riporta il Chronicon Conimbricensi (Era MCCCXXXIII. III Kal Mai obiit Dñs Sancius Rex Castellæ et in ipsa era regnavit Dñs Fernandus filius ejus pro eo).

Sancho fu inumato a Toledo, nella Cattedrale di Santa María de Toledo.
Una nota è d'obbligo per inquadrare il personaggio: Sancho IV el Bravo, il figlio secondogenito di Alfonso X, considerato il fondatore della prosa letteraria castigliana, che riunì tutto il sapere della sua epoca nella lingua corrente parlata dai suoi sudditi e che fondò la Scuola di traduttori di Toledo, non sapeva né leggere né scrivere.

## Discendenza
Sancho e Maria ebbero sette figli, ma Sancho ebbe anche tre figli illegittimi da tre diverse amanti..
Dalla consorte Maria Sancho ebbe:
- Isabella di Castiglia (1283-1328), sposò nel 1291 il re d'Aragona, Giacomo II il Giusto, che, come riporta la Cronaca piniatense[43] (el rey de Castiella dio su filla, que avía nombre María, al dito rey don Jayme por muller), che qui per errore è chiamata Maria, il matrimonio fu celebrato, nonostante la consanguineità, col commento che il matrimonio non fu mai consumato e che poi fu annullato[44]; poi, in seconde nozze, sposò l'erede del ducato di Bretagna, Giovanni, che, secondo le Mémoires pour servir de preuves à l'Histoire ecclésiastique et civile de Bretagne, Tome I, era il figlio maschio primogenito del visconte di Limoges e Conte di Richmond, Arturo II[45]
- Ferdinando detto l'Emplaçat (il Convocato) (1285-1312), re di Castiglia e León[46]
- Alfonso di Castiglia (Valladolid, 1286-Valladolid, 1291), fu fidanzato, nel 1291, con Giovanna Núñez di Lara (1286-1351), figlia del signore di Lara e di Biscaglia, Giovanni Núñez, e che, come riporta il Nobiliario de D. Pedro Conde de Bracelos, morì giovane[47]
- Enrico di Castiglia (Vitoria, 1288-1299) che, come riporta il Nobiliario de D. Pedro Conde de Bracelos, morì giovane[47]
- Pietro di Castiglia (Valladolid, 1290- ucciso durante la battaglia di Vega di Granada, 25 giugno 1319[48]), signore di Cameros, Almazán, Berlanga, Monteagudo e Cifuentes.
- Filippo di Castiglia (Siviglia, 1292- Madrid, 1327), signore di Cabrera e Ribera, divenne molto ricco. Nel 1315 circa, sposò sua cugina Margherita de la Cerda, figlia d'Alfonso de la Cerda, da cui non ebbe figli. Dal 1319 al 1325 fu reggente di Castiglia e dal 27 dicembre 1325 al 6 gennaio 1327 fu maggiordomo di suo nipote, Alfonso XI, a cui si ribellò e dopo due mesi circa morì[49]
- Beatrice di Castiglia (Toro, 1293- Lisbona, 25 ottobre 1359), sposò nel 1309 il re del Portogallo Alfonso IV del Portogallo[50].

Dall'amante Maria Alfonso de Meneses Sancho ebbe una figlia:
- Violante Sanchez (1280-1326), che sposò Fernando Rodriguez di Castro[51].

Da Maria Perez Sancho ebbe un figlio:
- Alfonso Sanchez che sposò Maria Diaz de Haro[52].

Da una terza amante, di cui non si conosce né il nome né gli ascendenti, Sancho ebbe una figlia:
- Teresa Sanchez, che sposò prima Rodrigo Gil di Villalobos e poi Giovanni Alfonso di Meneses[47].

## Ascendenza
|                             |                     |                         | Genitori                      |  |  | Nonni |  |  | Bisnonni           |  |  | Trisnonni             |  |
|                             |                     |                         |                               |  |  |       |  |  | Alfonso IX di León |  |  | Ferdinando II di León |  |
|                             |                     |                         |                               |  |  |       |  |  | Alfonso IX di León |  |  | Ferdinando II di León |  |
|                             |                     | Urraca del Portogallo   |                               |  |  |       |  |  | Alfonso IX di León |  |  |                       |  |
| Ferdinando III di Castiglia |                     |                         |                               |  |  |       |  |  | Alfonso IX di León |  |  |                       |  |
|                             |                     | Berenguela di Castiglia | Alfonso VIII di Castiglia     |  |  |       |  |  |                    |  |  |                       |  |
|                             |                     | Berenguela di Castiglia | Alfonso VIII di Castiglia     |  |  |       |  |  |                    |  |  |                       |  |
|                             |                     | Berenguela di Castiglia | Eleonora d'Inghilterra        |  |  |       |  |  |                    |  |  |                       |  |
| Alfonso X di Castiglia      |                     | Berenguela di Castiglia |                               |  |  |       |  |  |                    |  |  |                       |  |
|                             |                     | Filippo di Svevia       | Federico Barbarossa           |  |  |       |  |  |                    |  |  |                       |  |
|                             |                     | Filippo di Svevia       | Federico Barbarossa           |  |  |       |  |  |                    |  |  |                       |  |
|                             |                     | Filippo di Svevia       | Beatrice di Borgogna          |  |  |       |  |  |                    |  |  |                       |  |
| Beatrice di Svevia          |                     | Filippo di Svevia       |                               |  |  |       |  |  |                    |  |  |                       |  |
|                             |                     | Irene Angelo            | Isacco II Angelo              |  |  |       |  |  |                    |  |  |                       |  |
|                             |                     | Irene Angelo            | Isacco II Angelo              |  |  |       |  |  |                    |  |  |                       |  |
|                             |                     | Irene Angelo            | Irene Paleologa               |  |  |       |  |  |                    |  |  |                       |  |
| Sancho IV di Castiglia      |                     | Irene Angelo            |                               |  |  |       |  |  |                    |  |  |                       |  |
|                             | Pietro II d'Aragona | Alfonso II d'Aragona    |                               |  |  |       |  |  |                    |  |  |                       |  |
|                             | Pietro II d'Aragona | Alfonso II d'Aragona    |                               |  |  |       |  |  |                    |  |  |                       |  |
|                             | Pietro II d'Aragona | Sancha di Castiglia     |                               |  |  |       |  |  |                    |  |  |                       |  |
| Giacomo I d'Aragona         | Pietro II d'Aragona |                         |                               |  |  |       |  |  |                    |  |  |                       |  |
|                             |                     | Maria di Montpellier    | Guglielmo VIII di Montpellier |  |  |       |  |  |                    |  |  |                       |  |
|                             |                     | Maria di Montpellier    | Guglielmo VIII di Montpellier |  |  |       |  |  |                    |  |  |                       |  |
|                             |                     | Maria di Montpellier    | Eudocia Comnena               |  |  |       |  |  |                    |  |  |                       |  |
| Violante d'Aragona          |                     | Maria di Montpellier    |                               |  |  |       |  |  |                    |  |  |                       |  |
|                             |                     | Andrea II d'Ungheria    | Bela III d'Ungheria           |  |  |       |  |  |                    |  |  |                       |  |
|                             |                     | Andrea II d'Ungheria    | Bela III d'Ungheria           |  |  |       |  |  |                    |  |  |                       |  |
|                             |                     | Andrea II d'Ungheria    | Agnese di Chatillon           |  |  |       |  |  |                    |  |  |                       |  |
| Iolanda d'Ungheria          |                     | Andrea II d'Ungheria    |                               |  |  |       |  |  |                    |  |  |                       |  |
|                             |                     | Iolanda di Courtenay    | Pietro II di Courtenay        |  |  |       |  |  |                    |  |  |                       |  |
|                             |                     | Iolanda di Courtenay    | Pietro II di Courtenay        |  |  |       |  |  |                    |  |  |                       |  |
|                             |                     | Iolanda di Courtenay    | Iolanda di Fiandra            |  |  |       |  |  |                    |  |  |                       |  |
|                             |                     | Iolanda di Courtenay    |                               |  |  |       |  |  |                    |  |  |                       |  |

### Fonti primarie
- (LA)  Monumenta Germaniae Historica, Scriptores, tomus XVII.
- (LA)  (ES)  España sagrada, Volume 23.
- (LA)  España sagrada, Volume 2.
- (LA)  DOCUMENTOS DE LA Iglesia Colegial de Santa María la Mayor (hoy Metropolitana) DE VALLADOLID, Siglo XIII.
- (LA)  Nicetae Choniatae Historia, Imperiii Isaacii Angeli
- (LA) Recueil des historiens des Gaules et de la France. Tome 21
- (ES)  Crónica de San Juan de la Peña.
- (LA)  Recueil des historiens des Gaules et de la France. Tome 20.
- (LA)  Spicilegium sive collectio veterum aliquot scriptorum, Volume 3.
- (ES)  Memorias historicas del Rei Alonso el Sabio
- (ES)  Cronicas de los reyes de Castilla Don Pedro
- (FR)  Chronique de Ramon Muntaner. Tome 2
- (PT)  Nobiliario del Conde de Barcelos Don Pedro, Hijo del Rey Don Dionisio, Reyes de Portugal.

### Letteratura storiografica
- Hilda Johnstone, "Francia: gli ultimi capetingi", in Storia del mondo medievale, vol. VI, 1999, pp.569–607.
- Edgar Prestage, "Il Portogallo nel medioevo", in Storia del mondo medievale, vol. VII, 1999, pp.576–610.
- (FR)  LA VASCONIE.
- (LA, FR)  Mémoires pour servir de preuves à l´histoire ecclésiastique et civile de Bretagne, Tome I.